# Šentjur na Zilji
Šentjur na Zilji (nemško St. Georgen im Gailtal) je naselje v Občini Čajna v Okraju Beljak-dežela na Koroškem v Avstriji.